# Chandler (informatique)
Pour les articles homonymes, voir Chandler.
Chandler est un logiciel d'organisateur personnel et de groupware fourni sous licence libre, auparavant disponible sous une licence publique générale GNU, avant d’être relicencié sous une Licence Apache en août 2006. Ce logiciel gère agenda, courriel, tâches et notes.
Chandler est développé par l'Open Source Applications Foundation. Le langage de programmation est Python et tourne sous Windows, Linux, et Macintosh. Le nom ne dérive pas du chien du  fondateur d'OSAF, mais du nom du romancier américain Raymond Chandler, et puise son inspiration d'un autre organisateur personnel datant des années 1980 appelé Lotus Notes.
Objectifs de Chandler :
- Construire à partir de logiciels open source, utilisant des projets qui sont solides, bien documentés et largement utilisés ;
- Utiliser Python comme langage de haut niveau pour orchestrer un substrat hautement performant ;
- Architecturer une plate-forme modulaire et extensible ;
- Pour le logiciel client, utiliser une base multiplate-forme fournissant une interface native ;
- Utiliser une base de données objet persistante ;
- Construire une plateforme sécurisée ;
- Construire une architecture qui supporte publication sur le web, communication et collaboration.

Chandler est aussi le sujet d'un livre documentaire Dreaming in Code (en): Two Dozen Programmers, Three Years, 4732 Bugs, and One Quest for Transcendent Software par Scott Rosenberg (en).

## Source
- (en) Cet article est partiellement ou en totalité issu de l’article de Wikipédia en anglais intitulé « Chandler (software) » (voir la liste des auteurs).